# Radio Wnet
Radio Wnet – polska stacja radiowa (pierwotnie internetowa), założona w 2009 roku przez Krzysztofa Skowrońskiego, Grzegorza Wasowskiego, Katarzynę Adamiak-Sroczyńską, Monikę Makowską-Wasowską, Wojciecha Cejrowskiego i Jerzego Jachowicza. W pierwszej redakcji stacji pojawiali się głównie dziennikarze Trzeciego Programu Polskiego Radia, którzy odeszli z tej stacji w proteście przeciwko dyscyplinarnemu zwolnieniu jej ówczesnego dyrektora Krzysztofa Skowrońskiego.
Stacja początkowo nadawała wyłącznie przez Internet, następnie jej program poranny dostępny był w kilku lokalnych stacjach radiowych. Od połowy października 2018 roku program nadawany jest również na osobnej częstotliwości całą dobę - najpierw na terenach Warszawy i Krakowa, w lipcu 2020 roku do tych miast dołączył Wrocław, a w grudniu tego samego roku Białystok. Stacja otrzymała także częstotliwości na terenach Szczecina, Bydgoszczy, Lublina oraz Łodzi. Rozgłośnia nadal jest dostępna przez Internet. Premierowe audycje emitowane są codziennie w godzinach od 5:00 do 23:00 – pozostały czas antenowy wypełniają serwisy informacyjne, muzyka oraz pasmo powtórkowe.

## Historia
Pierwsza audycja Radia Wnet nadana została drogą internetową, 25 maja 2009 roku z Hotelu Europejskiego w Warszawie, gdzie studio mieściło się do 15 lutego 2013 roku. Kolejne adresy studia to ul. Koszykowa 8, skąd Radio Wnet nadawało do 29 września 2014 roku, a następnie budynek PAST-y przy ul. Zielnej 39.
W czerwcu 2013 roku „Gazeta Wyborcza” napisała, że stacja otrzymała sto czterdzieści tysięcy złotych od Prawa i Sprawiedliwości. Odnosząc się do tej sytuacji, Krzysztof Skowroński stwierdził, że wartościami radia są: „wolność, otwartość i solidarność”, a także, że radio może współpracować z tymi, którzy te wartości podzielają.
Poranna audycja Poranek Radia Wnet emitowana była przez kilka lat na antenach Radia Warszawa 106,2 FM i Radia Nadzieja w Łomży, Ostrołęce i Grajewie oraz okolicach tych miast (przejściowo również w innych stacjach), jednak 20 czerwca 2017 roku stacje wymówiły umowy na nadawanie audycji i 29 września nadano ostatni „Poranek” na antenie tych dwóch rozgłośni.

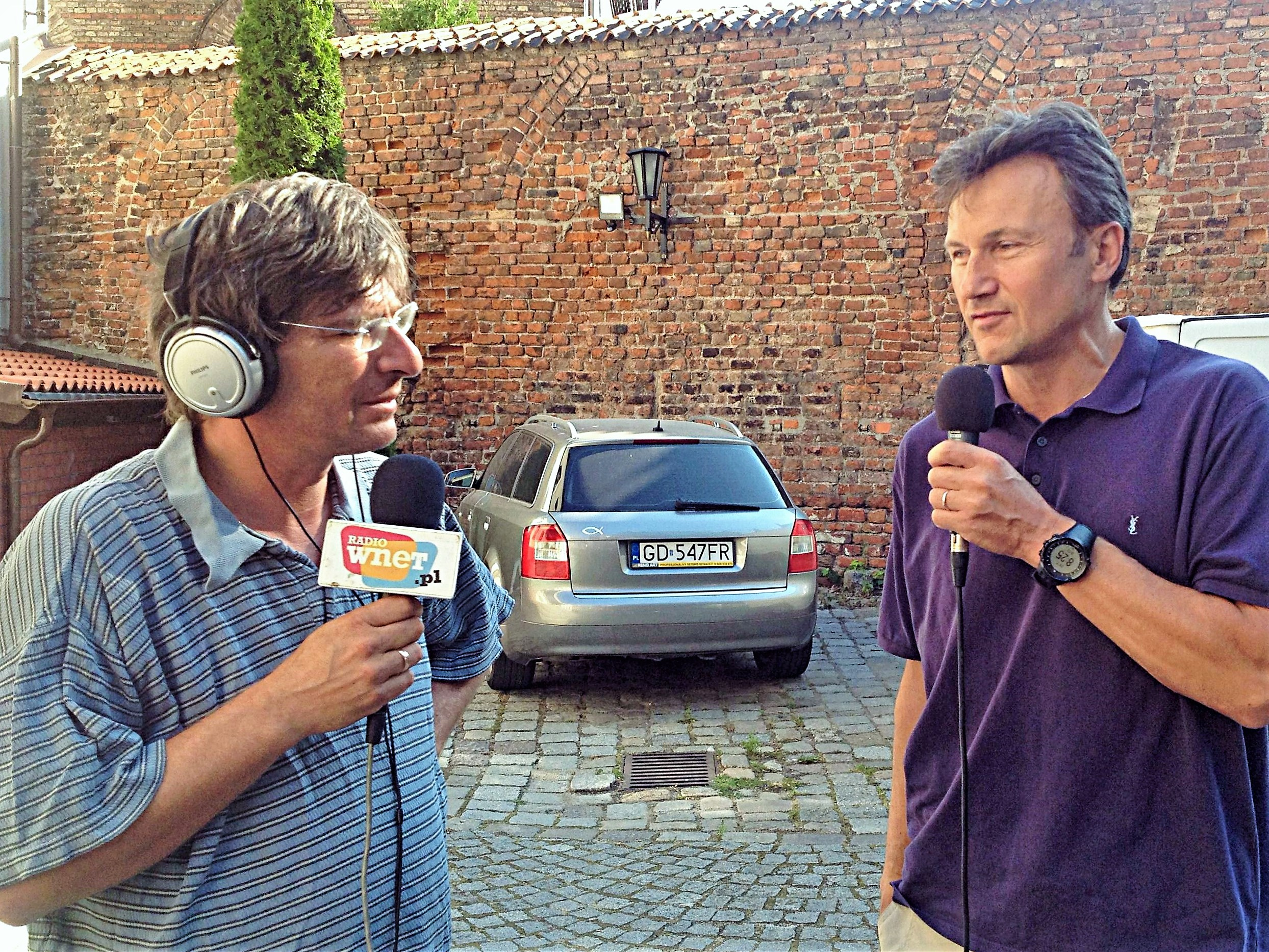
Radio Wnet w Gdańsku, po lewej Krzysztof Skowroński

Następnie stacja zaczęła wykorzystywać byłe częstotliwości Radia Bajka – od 16 października 2017 roku do 13 stycznia 2018 roku nadawała w Warszawie na częstotliwości 87,8 MHz na podstawie trzech pozwoleń okolicznościowych (próby zgłoszenia dalszych testów spotkały się z odmową). 26 września 2018 roku Krajowa Rada Radiofonii i Telewizji przyznała stacji częstotliwości w Warszawie (87,8 MHz) i Krakowie (95,2 MHz). Obie emisje rozpoczęły się w połowie października.
W latach 2019–2020 stacja otrzymała w różnych konkursach sześć kolejnych częstotliwości. 13 września 2019 roku uzyskała częstotliwość na nadawanie we Wrocławiu (96,8 MHz), 25 września w Szczecinie (98,9 MHz), 11 października w Białymstoku (103,9 MHz), a 5 lutego 2020 roku w Bydgoszczy (104,4 MHz), Lublinie (101,1 MHz) i Łodzi (106,1 MHz).
Od 14 sierpnia 2020 roku siedziba radia mieści się w kamienicy Roeslera i Hurtiga w Warszawie przy ul. Krakowskie Przedmieście 79.
Od 11 listopada 2020 roku, Radio Wnet obejmuje również białoruską redakcję, którą utworzyli dziennikarze zmuszeni do ucieczki z kraju. Białoruskie wydanie "Radyjo Unet" (Радыё Ўнэт) jest częścią Radia Wnet i jest nadawane w każdy dzień powszedni rano i wieczorem. 14 marca 2024 roku dowiedziała się, że białoruska redakcja Radia Unet czasowo zawiesza nadawanie audycji w języku białoruskim.

## Profil stacji
Rozgłośnia od początku swojego istnienia nadaje audycje o różnorodnej tematyce (od programów rozrywkowych, poprzez audycje muzyczne, historyczne, religijne, aż po magazyny polityczne z udziałem publicystów, a także polityków). Krajowa Rada Radiofonii i Telewizji w ramach procesu nadawania koncesji sklasyfikowała stację jako nadającą program o charakterze uniwersalnym.
Na antenie rozgłośni dominują poglądy i opinie prawicowo-konserwatywne. Niekiedy można tam usłyszeć osoby utożsamiane z "niemedialnym nurtem narodowo-prawicowym" (m.in.: dr Stanisław Krajski, Witold Gadowski, Jan Pospieszalski, czy dawniej prof. Jerzy Robert Nowak).
Niektóre programy radia nadawane są z Londynu (Wielka Brytania), Dublina (Irlandia), Wilna (Litwa), Mińska (Białoruś), Lublany (Słowenia) i Bejrutu (Liban). Rozgłośnia współpracuje także z polonijnym Radiem Deon, posiadającym swoją główną siedzibę w Chicago w Stanach Zjednoczonych, tworząc wspólnie audycję Między Oceanami. Magazyn zawiera informacje dotyczące głównie USA, Kanady, Polski i innych państw Europy Środkowo-Wschodniej. Na potrzeby audycji poza Chicago, materiały tworzone są także przez korespondentów pracujących w Warszawie, Krakowie, Białymstoku, Wrocławiu, oraz stanach USA, takich jak: Illinois, Indiana, Michigan oraz Wisconsin.
Stacja na antenie prezentuje dużo utworów muzyki alternatywnej, a także muzyki pop i rock, a także polskich debiutantów. W niektórych audycjach, przede wszystkim w programie Na początku był chaos, tworzonej przez Milo Kurtisa prezentowana jest również muzyka ludowa i etniczna z różnych rejonów świata, w tym także z Polski. Ponad 50% emitowanych na antenie utworów muzycznych stanowią piosenki nagrane w języku polskim.

## Słuchalność
Pod koniec 2021 roku, Krajowa Rada Radiofonii i Telewizji poinformowała, że rozgłośnia swoim zasięgiem dociera do ponad trzech milionów Polaków za pośrednictwem fal radiowych. Istnieje także możliwość słuchania jej drogą internetową. Z badań przeprowadzanych przez Radio Track na zlecenie Komitetu Badań Radiowych wynika, że w 2021 roku, Radia Wnet słuchało średnio każdego dnia około 66-67 tys. osób.  Z roku na rok słuchalność tej rozgłośni wzrasta. W 2024 roku, słuchało jej średnio około 85 tys. słuchaczy dzinnie. Właściciele rozgłośni wielokrotnie podkreślali, że według nich badania te są mocno niedoszacowane i wskazują zaniżone wyniki jej słuchalności. Ma o tym świadczyć według nich fakt, że w skład KBR wchodzą podmioty konkurencyjne dla Radia Wnet, takie jak: Eurozet, Grupa Radiowa Agory, Grupa RMF i Grupa Radiowa Time.

## Autorzy i współpracownicy
Autorem nazwy „Radio Wnet” jest Grzegorz Wasowski, a wszystkie dżingle pojawiające się w Poranku przygotowali Monika i Grzegorz Wasowscy. Z Radiem Wnet współpracowali także m.in. Marek Jurek, Janusz Korwin-Mikke, Marek Kamiński (podróżnik), Ludwik Dorn, Ewa Cybulska, Jerzy Kordowicz czy Wojciech Cejrowski.
Radio Wnet miało w swoim programie audycje szkoleniowo-informacyjne dotyczące Wikipedii, emitowane pod nazwą WikiLekcje Radia Wnet. W listopadzie 2012 roku Radio Wnet wydało album rapera Tadka – Niewygodna prawda.